# Bulgaria
Bulgaria (în bulgară България, transliterat: Bălgaria) este o țară din Europa de Sud-Est. Se învecinează cu România la nord, Serbia și Macedonia de Nord la vest, Grecia și Turcia la sud, iar la est are ieșire la Marea Neagră. Cu un teritoriu de 110.994 km², Bulgaria este a 14-a țară ca mărime din Europa. Poziția sa a făcut din ea o răscruce istoric a diverselor civilizații, devenind locul unde s-au găsit cele mai vechi artefacte și dovezi ale prelucrării metalelor din lume.
Culturile preistorice au început să se dezvolte în Bulgaria de astăzi în neolitic. Istoria sa antică a fost marcată de prezența tracilor, și ulterior de a grecilor și romanilor. Apariția poporului și statului bulgar unificat datează de la Primul Imperiu Bulgar, care a dominat mare parte din Balcani și a funcționat ca centru cultural al popoarelor slave în Evul Mediu. După căderea celui de al Doilea Imperiu Bulgar în 1396, teritoriul său a căzut sub dominație otomană timp de aproape 500 de ani. Războiul Ruso-Turc din 1877–1878 a avut ca rezultat apariția celui de al treilea stat bulgăresc, devenit independent în 1908. Anii ce au urmat au fost marcați de conflicte cu vecinii, în contextul cărora Bulgaria s-a aliat cu Germania în ambele războaie mondiale. În 1946, a devenit stat comunist cu partid unic până în 1989, când Partidul Comunist Bulgar a permis alegeri libere. După 1990, Bulgaria a devenit o democrație și o economie de piață.
Populația de 7,36 de milioane este predominant urbană, fiind concentrată în reședințele celor 28 de regiuni. Majoritatea activităților comerciale se concentrează în capitala Sofia. Cele mai bine dezvoltate sectoare ale economiei sunt industria grea, ingineria energetică, agricultura și turismul, toate bazându-se pe resurse disponibile local.
Structura politică actuală datează de la adoptarea unei constituții democratice în 1991. Devenită țară liberă, Bulgaria este o republică parlamentară unitară, cu un grad înalt de centralizare politică, administrativă și economică. Este membră a Uniunii Europene, a Grupului de la Craiova, a NATO și a Consiliului Europei, membru fondator al OSCE, și a făcut parte de trei ori din Consiliul de Securitate al Națiunilor Unite.

## Istorie

### Preistoria și antichitatea

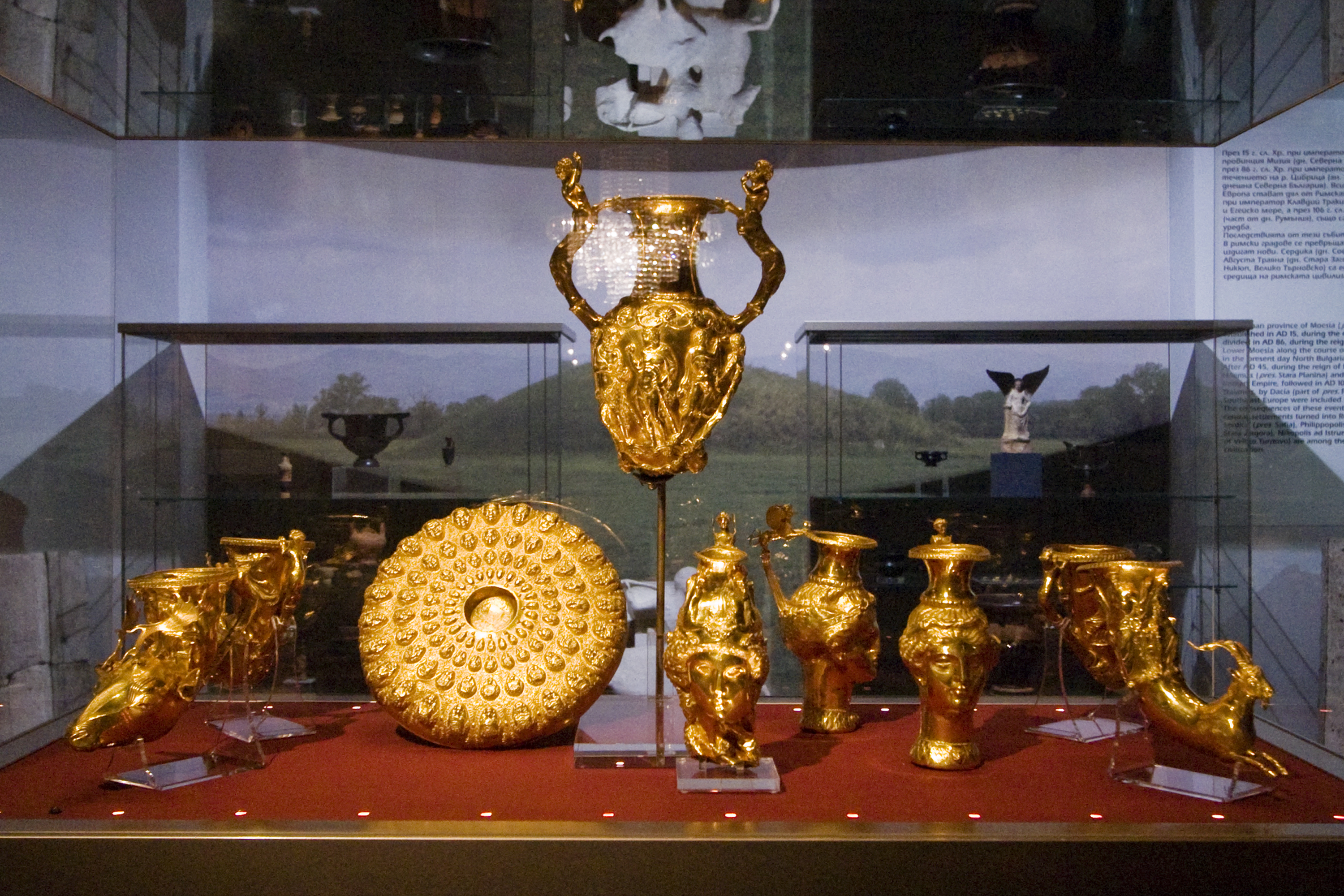
Tezaurul descoperit la Panaghiuriște

Rămășițe de neanderthalieni datând de acum circa 150.000 de ani, din paleoliticul mijlociu, sunt printre cele mai vechi urme de activitate umană pe teritoriul actualei Bulgarii. Cultura Karanovo⁠(d) a apărut pe la 6500 î.e.n. și a fost una din mai multele societăți neolitice din regiune, care practicau agricultura. Cultura Varna⁠(d) din Epoca Aramei (mileniul al V-lea î.en.) este creditată cu inventarea metalurgiei aurului⁠(d). Tezaurul din necropola Varna⁠(d), asociat acesteia, conține cele mai vechi bijuterii de aur din lume, datate la acum circa 6000 de ani. Tezaurul a furnizat informații despre ierarhia și stratificarea socială din cele mai vechi societăți europene.
Tracii, unul dintre cele trei grupuri revendicate de bulgarii actuali drept strămoși, au sosit în Peninsula Balcanică cândva înainte de secolul al XII-lea î.e.n. Tracii excelau la metalurgie și le-au dat grecilor cultele lui Orfeu și Dionis, dar au rămas un popor barbar, organizat tribal, nestatal. Imperiul Ahemenid persan a cucerit mare parte din Bulgaria actuală prin secolul al VI-lea î.e.n. și a păstrat controlul asupra regiunii până în anii 470 î.e.n. Invazia a devenit un catalizator al unității tracilor, majoritatea triburilor lor unindu-se apoi sub regele Teres pentru a forma regatul Odris în acel deceniu. Statul a slăbit apoi a fost supus de Filip al II-lea Macedon în 341 î.e.n., atacat de celți⁠(d) în secolul al III-lea î.e.n., și în cele din urmă a devenit provincie a Imperiului Roman în 45 e.n.
Până la sfârșitul secolului I e.n., guvernarea romană s-a instaurat asupra întregii Peninsule Balcanice și creștinismul a început să se răspândească în regiune prin secolul al IV-lea. Biblia gotică⁠(d)—prima carte într-o limbă germanică—a fost creată de episcopul got Ulfilas în nordul Bulgariei actuale pe la 381. Regiunea a intrat sub dominație bizantină după căderea Romei în 476. Bizantinii au fost însă preocupați de războaiele prelungite împotriva Persiei și nu își puteau apăra teritoriile balcanice de incursiuni barbare. Aceasta le-a permis slavilor⁠(d) să pătrundă în Peninsula Balcanică mai întâi ca invadatori, în special prin zona dintre Dunăre și Munții Balcani, denumită Moesia. Treptat, interiorul peninsulei a devenit o formațiune statală a slavilor meridionali⁠(d), care se guvernau democratic. Slavii i-au asimilat pe tracii parțial elenizați, romanizați și gotizați⁠(d) din zonele rurale.

### Primul stat bulgar

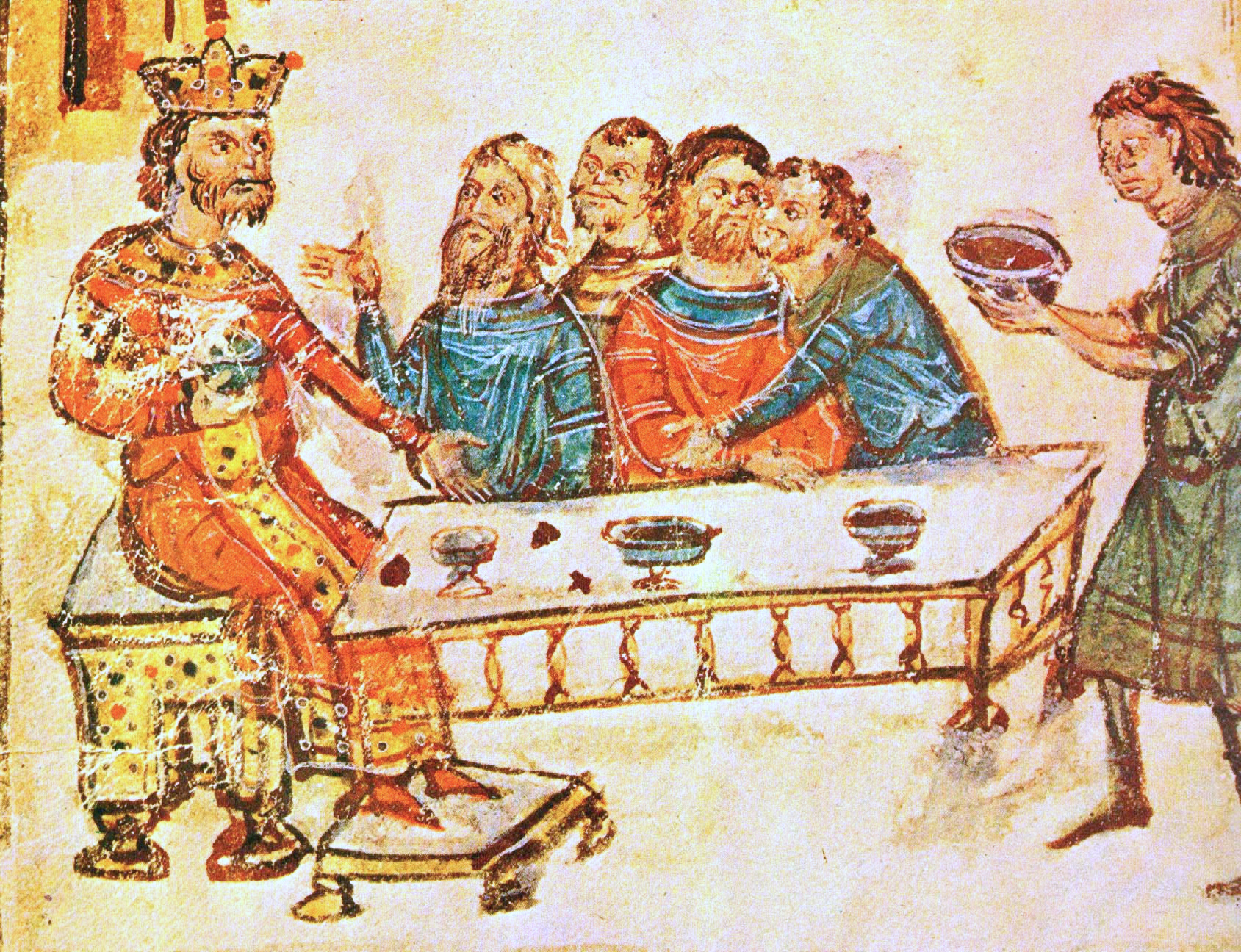
Hanul Krum sărbătorește împreună cu nobilii săi după bătălia de la Pliska. Slujitorul său (dreapta) îi aduce vin în craniul lui Nicefor I.

La scurt timp după incursiunea slavă, Moesia a fost din nou invadată, de această dată de protobulgarii conduși de hanul Asparuh. Asparuh, fiul hanului Vechii Bulgarii Mari, Kubrat, a migrat împreună cu mai multe triburi bulgare către cursul inferior al Dunării, Nistrului și Niprului. După 670, el și-a extins regatul către peninsula Balcanică, trecând Dunărea cu o hoardă de 50.000 de oameni și a cucerit Moesia și Scythia Minor (Dobrogea) de la Imperiul Bizantin. Până la sfârșitul secolului al IX-lea, limba oficială a bulgarilor era limba greacă. Alfabetul introdus de Chiril și Medodiu a ghidat slavii și bulgarii spre o cultură de expresie slavă Limba sud-slavă locală a fost adoptată treptat și de bulgarii turanici cuceritori, care și-au păstrat dominația asupra majorității slave. Un tratat de pace semnat cu Bizanțul în 681 și stabilirea unei capitale permanente la Pliska, la sud de Dunăre, a marcat începutul Primului Imperiu Bulgar.
Hanii care s-au succedat au întărit statul bulgar de-a lungul secolelor al VII-lea și al IX-lea—Tervel a făcut din Bulgaria o mare putere militară, învingând o armată arabă de 26.000 de oameni în al doilea asediu arab al Constantinopolelui. Krum a dublat teritoriul țării, l-a ucis pe împăratul bizantin Nicefor I la bătălia de la Pliska, și a introdus primul cod de legi scrise. Apoi, în 864, Boris I a abolit tengriismul, trecând la creștinism. și a introdus alfabetul chirilic. Simeon cel Mare a domnit 34 de ani, începând cu 893, și în timpul său Bulgaria a atins expansiunea maximă, într-o perioadă de maximă înflorire a culturii bulgare.
Războaiele cu croații, maghiarii, pecenegii și sârbii, precum și răspândirea bogomilismului au slăbit Bulgaria după moartea lui Simeon. Două invazii consecutive, una ruteană și alta bizantină au avut ca rezultat cucerirea capitalei Preslav de către armata bizantină în 971. Sub conducerea lui Samuil, Bulgaria și-a revenit întrucâtva după aceste atacuri și a reușit să cucerească Serbia și Albania, dar această revenire a luat sfârșit după ce împăratul bizantin Vasile al II-lea a învins armata bulgară la bătălia de la Kleidion în 1014. Samuil a murit la scurt timp după bătălie, iar în 1018 bizantinii au pus capăt Primului Imperiu Bulgar.

### Al Doilea Imperiu Bulgar

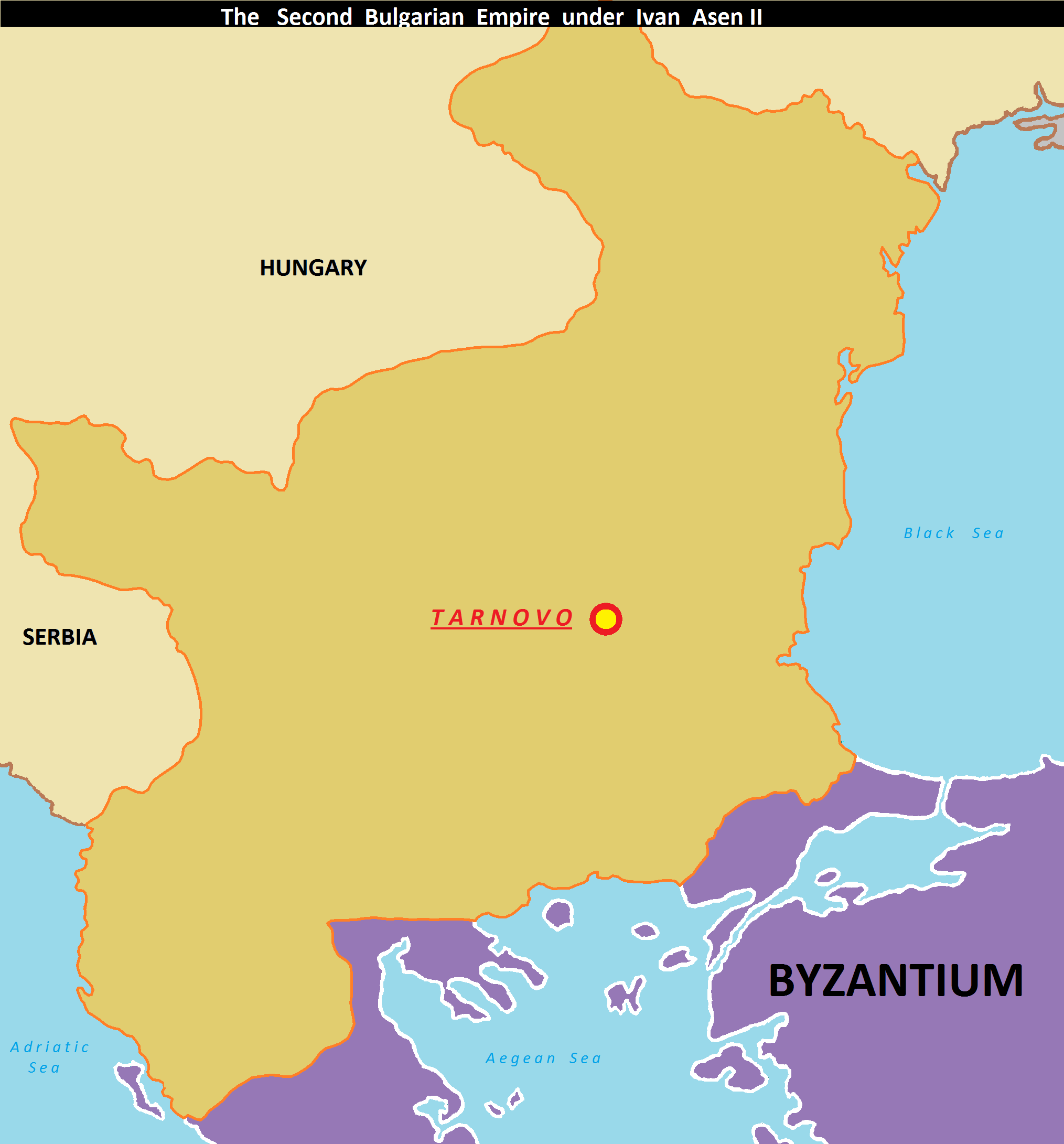
Al Doilea Imperiu Bulgar, al țarului Ioan Asan al II-lea

După cucerirea Bulgariei, Vasile al II-lea a prevenit revoltele și nemulțumirea păstrând la conducere nobilimea locală și recunoscând autocefalia arhiepiscopiei Ohridului. După moartea sa, politica internă bizantină s-au schimbat, creșterea dărilor și taxelor provocând, după sursele epocii (Ana Comnena și Ioan Skylitzes), răscoalele bulgare împotriva Imperiului Bizantin (1040-1041). În 1185, nobilii vlahi din dinastia Asăneștilor, Ioan Asan I și Petru al IV-lea au organizat o a doua mare răscoală vlaho-bulgară care a avut ca rezultat înființarea celui de al Doilea Imperiu Bulgar, fondat de Ioan și Petru Asan, cu capitala la Tărnovo.
Caloian, al treilea țar Asan, și-a extins teritoriul până la Belgrad și Ohrid. El a recunoscut supremația spirituală a Papei și a primit coroană regală de la un legat papal. Imperiul a atins maximul în timpul lui Ioan Asan al II-lea (1218–1241), când comerțul și cultura au înflorit. Puternica influență politică și religioasă a orașului Tărnovo a făcut ca el să fie supranumit „A Treia Romă”, într-o vreme când Constantinopolul era în declin.
Forța militară și economică a țării a intrat în declin după sfârșitul dinastiei Asăneștilor în 1257, confruntându-se cu conflicte interne, atacuri bizantine și maghiare constante și cu dominația mongolă. Până la sfârșitul secolului al XIV-lea, diviziunile între boieri și răspândirea bogomilismului determinase împărțirea imperiului în trei țarate—Vidin, Tărnovo și Țara Cărvunei—și mai multe voievodate semiindependente care se luptau între ele, sau cu bizantinii, maghiarii, sârbii, venețienii și genovezii. Până la sfârșitul secolului al XIV-lea, turcii otomani începuseră să cucerească Bulgaria și ocupaseră majoritatea orașelor și cetăților de la sud de munții Balcani.

### Stăpânirea otomană
Tărnovo a căzut în mâinile otomanilor după un asediu de trei luni în 1393. După bătălia de la Nicopole și căderea Țaratului Vidinului după alți trei ani, otomanii au cucerit toate teritoriile bulgărești de la sud de Dunăre. Sub dominație otomană, bulgarii erau considerați clasă inferioară și erau supuși unor biruri grele; cultura bulgară a fost suprimată și clerul educat a fugit în alte țări. Boierimea a fost eliminată, țărănimea înrobită pe moșiile stăpânilor otomani, iar populația și-a pierdut conștiința națională.

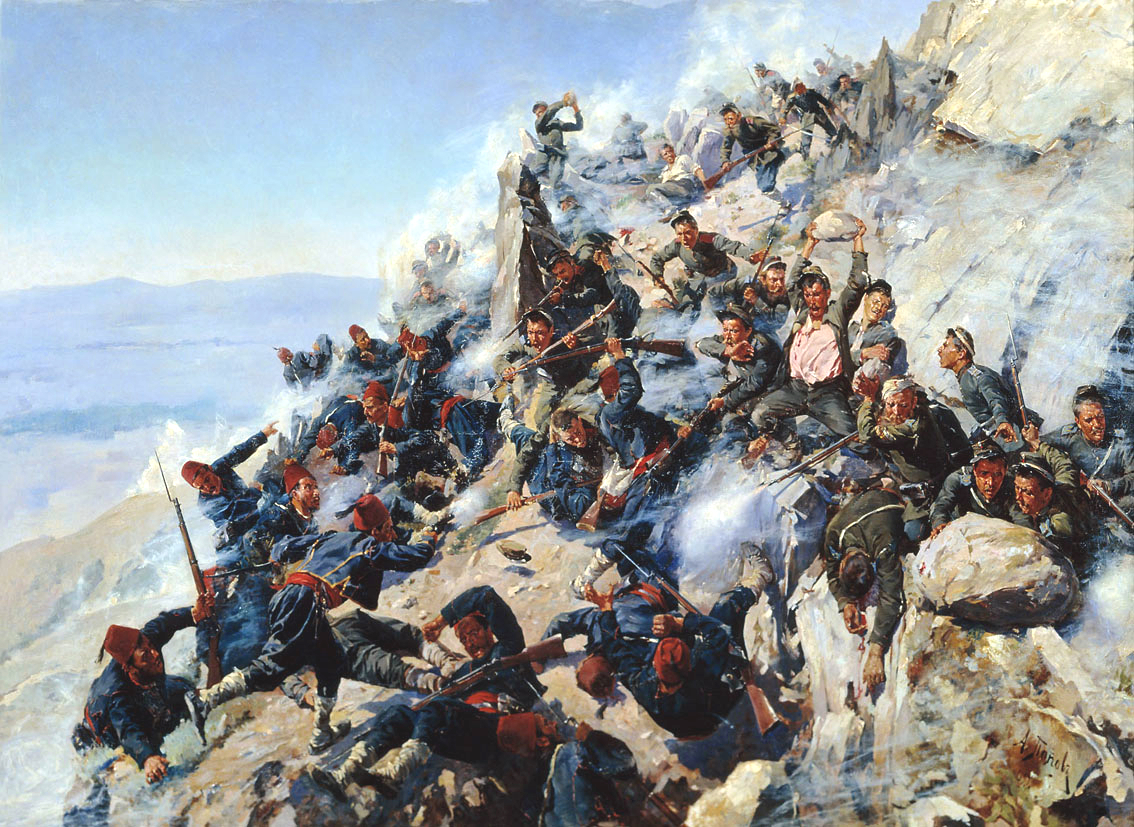
Apărarea pasului Șipka a fost crucială pentru eliberarea Bulgariei. În etapa finală a bătăliei, forțele bulgărești, cu muniția epuizată, au aruncat cu pietre și cu trupurile camarazilor lor căzuți pentru a respinge atacurile otomane.

De-a lungul celor aproape cinci secole de dominație otomană, bulgarii au încercat să-și reînființeze statul organizând mai multe răscoale, cele mai cunoscute fiind Prima (1598) și a Doua Răscoală de la Tărnovo (1686), precum și răscoala lui Kărpoș (1689). În secolul al XVIII-lea, Epoca Iluminismului din Europa Occidentală a influențat apariția unei mișcări de renaștere națională a Bulgariei. Ea a restaurat conștiința națională și a devenit factor-cheie în lupta de eliberare antiotomană, având ca rezultat Revolta din Aprilie 1876. Până la 30.000 de bulgari au murit în luptele prilejuite de suprimarea revoltei de către otomani. Masacrele au determinat Marile Puteri să intre în acțiune. Ele s-au întrunit la Conferința de la Constantinopol din 1876, dar hotărârile lor au fost respinse sau ignorate de către Imperiul Otoman. Aceasta a permis Imperiului Rus să caute o rezolvare prin forță, fără să riște confruntarea cu celelalte Mari Puteri, așa cum se întâmplase în Războiul Crimeei. În 1877, Rusia a declarat război Imperiului Otoman și l-a învins. La lupte au participat și voluntari bulgari. Tratatul de la San Stefano a fost impus otomanilor de către ruși la 3 martie 1878, și prin el se înființa un principat autonom bulgar pe teritorii întinse, ale celui de al Doilea Imperiu Bulgar.
Celelalte Mari Puteri au respins însă imediat tratatul de teama ca o țară atât de mare în Balcani să nu le amenințe interesele. Tratatul de la Berlin a adus înființarea unui stat autonom mult mai mic, cuprinzând Moesia și regiunea Sofiei, lăsând mari populații bulgărești în afara granițelor noului stat. Aceasta a jucat un rol semnificativ în formarea abordării militariste a politicii externe a Bulgariei în prima jumătate a secolului al XX-lea. Principatul Bulgariei a câștigat un război cu Serbia și a incorporat teritoriul otoman al Rumeliei Orientale în 1885, proclamându-se stat independent la 22 septembrie 1908.

### Bulgaria independentă modernă

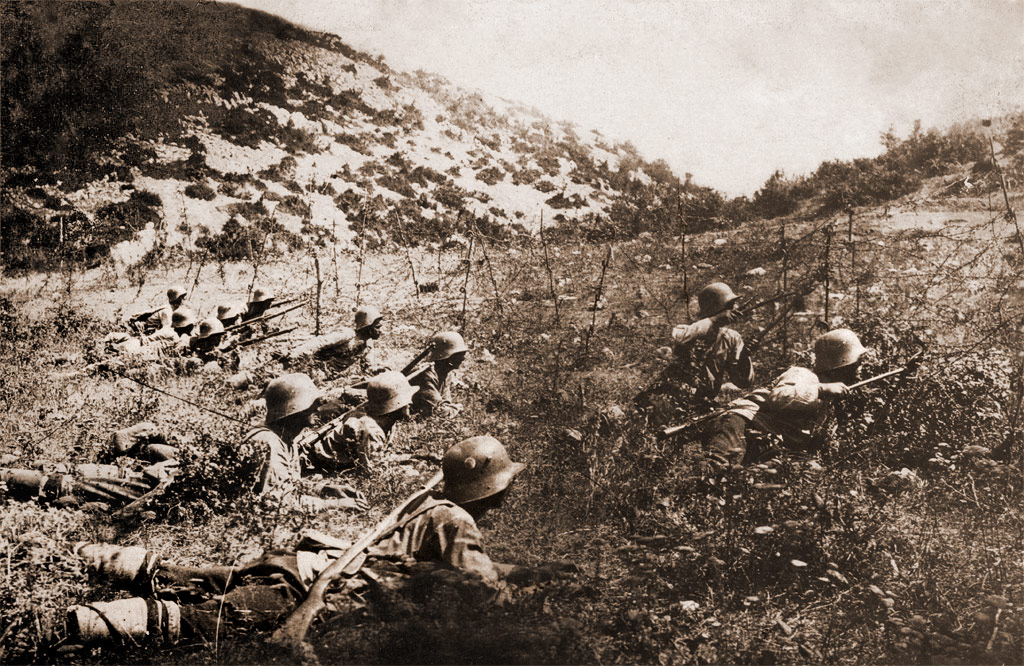
Soldați bulgari tăind sârma ghimpată a Antantei și pregătindu-se de înaintare, în Primul Război Mondial

În anii de după independență, Bulgaria s-a militarizat accentuat și a fost denumită adesea „Prusia din Balcani”. Între 1912 și 1918, Bulgaria s-a implicat în trei conflicte consecutive—două războaie balcanice și Primul Război Mondial. După o dezastruoasă înfrângere în al Doilea Război Balcanic, Bulgaria s-a găsit din nou în tabăra învinsă ca urmare a alianței sale cu Puterile Centrale în Primul Război Mondial. În pofida faptului că peste un sfert din populație a luptat în armata sa de 1.200.000 de oameni și a obținut câteva victorii importante la Doiran și Monastir, țara a capitulat în 1918. Războiul a dus la semnificative pierderi teritoriale, un total de 412.000 de morți, și un val de peste 253.000 de refugiați care au pus presiune suplimentare pe economia națională deja ruinată.
Frământările politice rezultate în urma acestor pierderi au dus la o dictatură regală autoritară a țarului Boris al III-lea (1918–1943). Bulgaria a intrat în al Doilea Război Mondial în 1941 ca membră a Axei dar a refuzat să participe la Operațiunea Barbarossa, salvându-și populația evreiască de deportarea în lagărele de concentrare naziste. Moartea subită a lui Boris al III-lea în vara lui 1943 a adus noi agitații politice pe măsură ce războiul se întorcea împotriva Germaniei și gherilele comuniste au căpătat avânt. După mai multe greve și revolte, în septembrie 1944 Frontul pentru Patrie, dominat de comuniști, a preluat puterea cu ocazia intrării armatei sovietice in Bulgaria, punând capăt alianței cu Germania și ducând țara de partea Aliaților până la sfârșitul războiului.

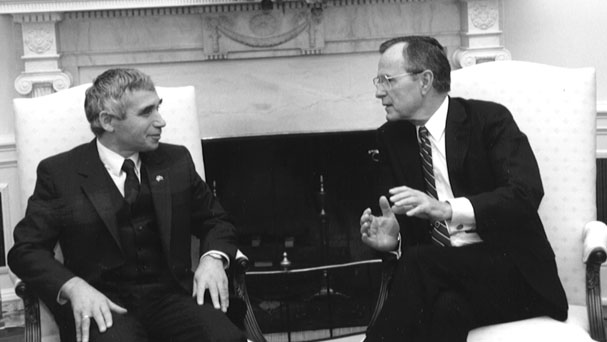
Jeliu Jelev, primul președinte al Bulgariei ales democratic împreună cu George H. W. Bush (dreapta) în 1990

Lovitura de stat din 9 septembrie 1944 a dus la abolirea monarhiei, dar abia în 1946 s-a instaurat dictatura partidului unic comunist, proclamându-se republica populară. A devenit o parte a sferei sovietice de influență sub conducerea lui Gheorghi Dimitrov (1946–1949), care a pus bazele unui stat stalinist industrializat forțat. Până la jumătatea anilor 1950, standardele de viață au crescut semnificativ, și represiunea politică s-a redus. Economia planificată după model sovietic a suferit câteva reforme restrânse care au apropiat-o puțin de economia de piață sub Todor Jivkov (1954–1989). Fiica sa, Liudmila, a promovat peste hotare arta și cultura bulgară. Într-o încercare de a șterge identitatea minorității turcești, a fost lansată în 1984 o campanie de asimilare. Ca urmare, 300.000 de turci din Bulgaria au emigrat în Turcia.
În contextul prăbușirii blocului comunist, la 10 noiembrie 1989, Partidul Comunist Bulgar a renunțat la monopolul politic, Jivkov a demisionat, iar Bulgaria a intrat în tranziția către o democrație parlamentară. Primele alegeri libere din iunie 1990 au fost câștigate de Partidul Socialist Bulgar (BSP, noul nume al Partidului Comunist). O nouă constituție ce aducea un regim democratic parlamentar, cu un președinte slab și un prim ministru responsabil în fața parlamentului a fost adoptată în iulie 1991. Noul sistem nu a îmbunătățit imediat standardele de viață și economia—calitatea vieții și performanțele economice au rămas chiar inferioare celor din comunism, chiar și o vreme după anul 2000. Un pachet de reforme drastice promovat în 1997 a readus creșterea economică, dar nivelul de trai a crescut mai lent. După 2001 situația economică, politică și geopolitică s-a îmbunătățit semnificativ, și Bulgaria a atins nivele mai înalte ale Indicelui Dezvoltării Umane. A devenit membră a NATO în 2004 și a Uniunii Europene în 2007.

## Geografie
| Imagine indisponibilă                                                                   |  | Imagine indisponibilă |
| Stânga: Munții Balcani din centrul Bulgariei Dreapta: Maslen nos, pe coasta Mării Negre |  |                       |

Bulgaria ocupă o porțiune din estul peninsulei Balcanice, învecinându-se cu cinci țări—cu Grecia și Turcia la sud, cu Macedonia și Serbia la vest si cu România la nord. Frontierele terestre au o lungime totală de 1.808 km, iar coasta Mării Negre are o lungime de 354 km. Suprafața totală a țării este de 110.994 km², ceea ce o clasează pe locul 105 în lume. Coordonatele geografice ale Bulgariei sunt 43° lat. N. și 25° long. E.

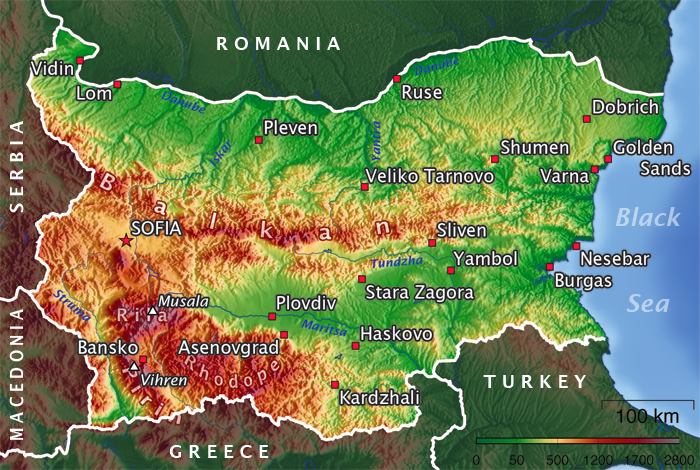
Harta fizică a Bulgariei

Cele mai notabile unități de relief sunt Câmpia Dunării, Munții Balcani, Câmpia Traciei și Munții Rodopi. Extremitatea sudică a Câmpiei Dunării este ușor înclinată până la poalele dealurilor subbalcanice, în vreme ce Dunărea formează mare parte din frontiera cu România. Câmpia Traciei este aproximativ triunghiulară, începând la sud-est de Sofia și lărgindu-se până la coasta Mării Negre.
Munții Balcani sunt dispuși într-un lanț de la est la vest prin centrul țării. Sud-vestul muntos are două masive muntoase—Rila și Pirin, care mărginesc Munții Rodopi către est, munți mai mici dar mai întinși. În Bulgaria se află cel mai înalt punct din peninsula Balcanică, Musala, la 2.925 m iar cel mai jos punct al țării este nivelul mării. Câmpiile ocupă circa o treime din suprafață, în vreme ce dealurile și podișurile ocupă 41%. Țara are o rețea densă de circa 540 de râuri, dintre care multe sunt relativ scurte și cu debite reduse. Cel mai lung râu aflat în întregime pe teritoriul bulgar, Iskărul, are o lungime de 368 km. Între alte mari râuri se numără Struma și Marița din sud.
Bulgaria are o climă dinamică, rezultată din poziționarea sa la întâlnirea maselor de aer mediteranean și continental, cu concursul efectului de barieră al munților. Bulgaria de nord are mediile de temperatură cu 1 °C mai mici și cele de precipitații cu 200 mm mai ridicate decât regiunile de la sud de Balcani. Amplitudinile temperaturii variază semnificativ de la zonă la zonă. Cea mai scăzută temperatură înregistrată vreodată în țară este de −38,3 °C, în vreme ce cea mai ridicată este de 45,2 °C. Precipitațiile se ridică la 630 mm pe an, și fluctuează de la 500 mm în Dobrogea până la peste 2.500 mm în munți. Masele de aer continental aduc mari cantități de zăpadă iarna.

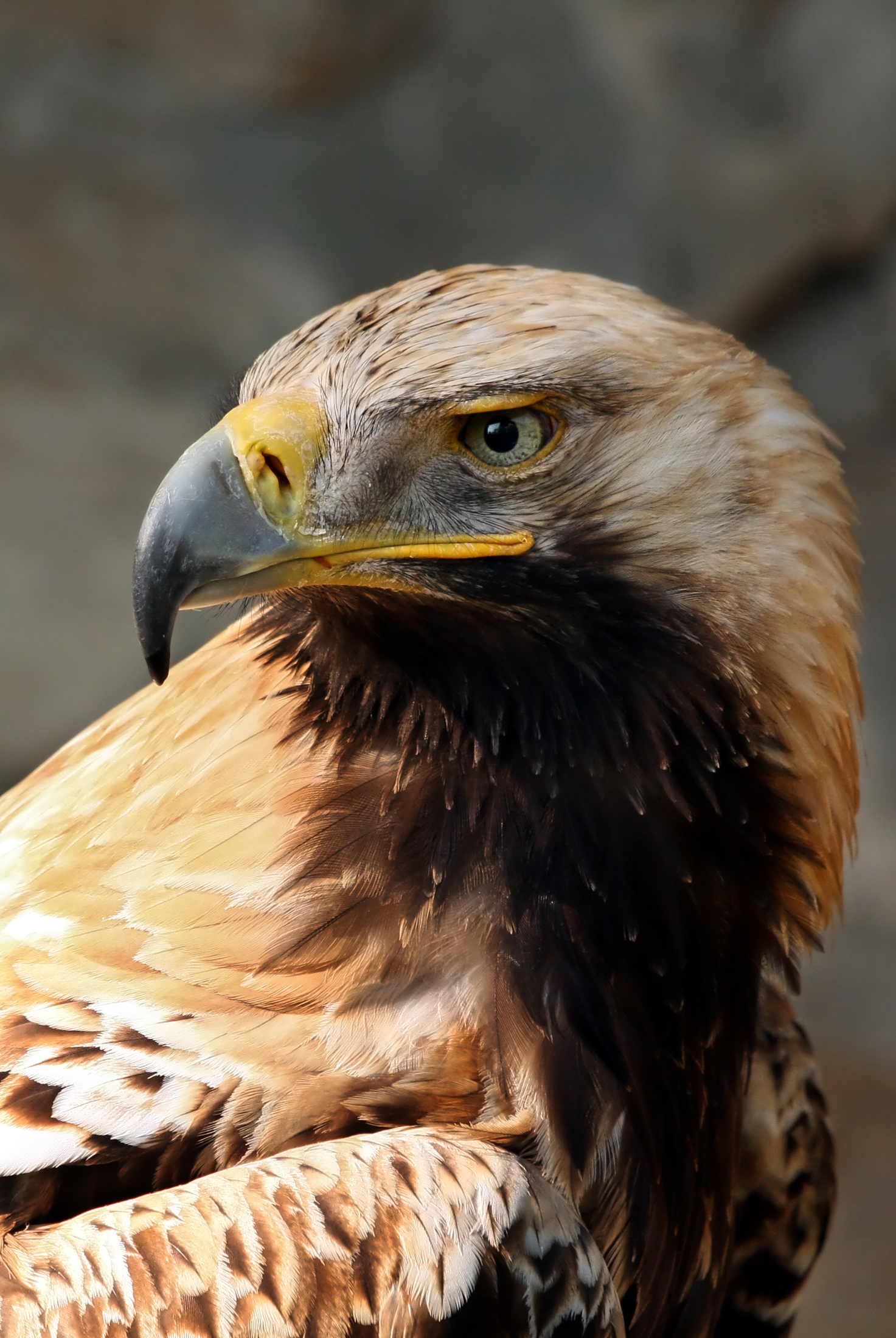
Acvilele de câmp au în Bulgaria o populație aflată în creștere.

### Mediu înconjurător și biodiversitate
Bulgaria a adoptat protocolul de la Kyoto și a îndeplinit obiectivele acestuia, reducând emisiile de dioxid de carbon între 1990 și 2009 cu 30%. Poluarea fabricilor și uzinelor metalurgice, împreună cu despăduririle continuă să producă mari probleme sănătății populației. Zonele urbane sunt în mod deosebit afectate de producția de energie în termocentrale pe bază de cărbuni și de traficul de automobile, în vreme ce utilizarea de pesticide în agricultură, precum și sistemele de epurare învechite din industrie produc poluare extensivă a solului și a apelor cu substanțe chimice și detergenți. Bulgaria este singurul stat membru al UE care nu reciclează deșeurile din orașe, deși o uzină de reciclare a deșeurilor electronice a fost deschisă în iunie 2010. Situația s-a ameliorat în ultimii ani, și mai multe programe finanțate de guvern au fost derulate în tentativa de a reduce nivelul poluării.
Biodiversitatea Bulgariei este conservată în trei parcuri naționale, 11 parcuri naturale și 17 zone propuse să devină rezervații ale biosferei. Aproape 35% din suprafața uscatului este formată din păduri, unde cresc unii dintre cei mai bătrâni copaci din lume, între care se numără Pinul lui Baikușev și stejarul din Granit. Flora cuprinde peste 3.800 de specii din care 170 sunt endemice și 150 sunt în pericol. Fauna este reprezentată în principal de ursul brun și de șacal, în vreme ce râsul și acvila de câmp au populații reduse, dar în creștere.

## Politică
Bulgaria este o democrație parlamentară în care puterea executivă stă în mâinile primului ministru. Sistemul politic are trei ramuri—legislativă, executivă și judecătorească, dreptul de vot aparținând cetățenilor în vârstă de cel puțin 18 ani. Alegerile sunt supravegheate de o Comisie Electorală Centrală independentă, din care fac parte reprezentanți ai tuturor marilor partide politice. Partidele trebuie să se înregistreze la comisie înainte de a participa la alegeri naționale. În mod normal, primul ministru ales este șeful partidului care a primit cele mai multe voturi la alegerile legislative.
Partidele politice se întrunesc în Adunarea Națională, un parlament unicameral format din 240 de deputați aleși pe mandate de patru ani prin vot direct. Adunarea Națională are puterea de a adopta legi, de a aproba bugetul, de a organiza alegerile prezidențiale, de a alege și a demite primul ministru și ceilalți miniștri, de a declara război, de a desfășura trupe peste hotare, și de a ratifica tratate și acorduri internaționale. Președintele este șeful statului și comandant suprem al forțelor armate, și are autoritatea de a returna legi la Parlament, deși acesta din urmă poate trece peste vetoul președintelui cu o majoritate simplă a tuturor membrilor parlamentului.

### Guvernarea
În ansamblu, Bulgaria se caracterizează prin guverne instabile. Boiko Borisov, liderul partidului de orientare europeană, de centru-dreapta, GERB, a îndeplinit trei mandate de prim-ministru între 2009 și 2021.
A câștigat alegerile generale din 2009⁠(d) și a format un guvern minoritar⁠(d), care a demisionat în februarie 2013 după proteste în toată țara⁠(d) din cauza nivelului de trai redus, corupției și deficiențelor sistemului democratic.
Au urmat alegerile anticipate din mai pe care GERB le-a câștigat la mică distanță, dar Partidul Socialist Bulgar a format în cele din urmă un guvern condus de Plamen Oreșarski după ce Borisov nu a putut să-și asigure sprijinul parlamentar. Guvernul Oreșarski a demisionat în iulie 2014 în contextul continuării protestelor⁠(d).
Alegerile din octombrie 2014⁠(d) au adus o nouă victorie pentru GERB. Borisov a format o coaliție⁠(d) cu mai multe partide de dreapta, dar a demisionat din nou după ce candidatul susținut de partid a pierdut alegerile prezidențiale din 2016⁠(d). Alegerile anticipate din martie 2017⁠(d) au fost câștigate tot de GERB, dar cu 95 de locuri în Parlament. Ei au format un guvern cu partidul de extremă dreapta Patrioții Uniți⁠(d), care dețineau 27 de locuri.
Ultimul cabinet Borisov a fost marcat de scăderea dramatică a libertății presei, și mai multe dezvăluiri de fapte de corupție au declanșat un nou val de proteste de masă în 2020. GERB a ieșit primul în alegerile la termen din aprilie 2021, dar cu cel mai slab rezultat de până atunci. Toate celelalte partide au refuzat să formeze un guvern, și după o scurtă perioadă de blocaj, s-au convocat noi alegeri pentru iulie 2021. Nici ele nu au rezolvat criza politică, întrucât niciun partid politic nu a putut forma un guvern de coaliție.
În aprilie 2023, din cauza blocajului politic, Bulgaria a ținut a cincea runda de alegeri din aprilie 2021. GERB a devenit din nou cel mai mare partid parlamentar, cu 69 de locuri. Blocul condus de Continuăm Schimbarea a câștigat 64 din cele 240 de locuri. În iunie 2023, prim-ministrul Nikolai Denkov a format o nouă coaliție între GERB și Continuăm Schimbarea. Conform guvernului de coaliție, funcția de prim-ministru urma să fie exercitată prin rotație, cu Denkov pentru primele nouă luni, urmat de fostul comisar european, Maria Gabriel, de la GERB. Demisia lui Denkov, la termenul convenit, nu a reușit însă să asigure rotația, ceea ce a dus la o nouă criză politică și la două noi runde de alegeri parlamentare, timp în care guvernarea este asigurată ca interimar de șeful Curții de Conturi, Dimităr Glavcev.
Freedom House a raportat deteriorarea continuă a procesului de guvernare democratică după 2009, motivând cu reducerea independenței mass-media, blocarea reformelor, abuzul de autoritate la cel mai înalt nivel și dependența mare a administrațiilor locale de guvernul central. Bulgaria este încă listată drept „țară liberă”⁠(d), cu un sistem politic clasificat drept democrație semiconsolidată, cu scoruri în deteriorare. Indicele Democrației o definește drept „democrație defectuoasă”. Un sondaj efectuat în 2018 de Institutul pentru Economie și Pace⁠(d) a arătat că mai puțin de 15% din repondenți consideră alegerile a fi corecte.

### Sistemul legal
Legislația civilă este una obișnuită. Ramura judecătorească este supravegheată de Ministerul Justiției. Tribunalul Administrativ Suprem și Curtea Supremă de Casație sunt cele mai înalte instanțe de apel și supraveghează aplicarea legii în tribunalele subordonate. Consiliul Suprem Judiciar gestionează sistemul și numește judecătorii. Puterea judecătorească din Bulgaria, împreună cu alte instituții, rămâne una dintre cele mai corupte și ineficiente din Europa.
Aplicarea legii se face de către organizații subordonate Ministerului de Interne. Serviciul Național de Poliție (NPS) combate criminalitatea generală, păstrează ordinea publică și susține operațiunile celorlalte agenții de aplicare a legii. NPS are 27.000 de ofițeri de poliție în secțiunile sale locale și națională. Ministerul de Interne conduce și Serviciul Poliției de Frontieră și Jandarmeria Națională—o ramură specializată în activități antiteroriste, gestiunea crizelor și controlul mulțimilor. Contrainteligența și securitatea națională sunt în sarcina Agenției de Stat pentru Securitate Națională, înființată în 2008.

### Împărțire administrativă
Bulgaria este un stat unitar. Din anii 1880, de când țara a căpătat autonomie, numărul unităților administrativ-teritroriale a variat de la șapte la 26. Între 1987 și 1999 structura administrativă a fost alcătuită din nouă regiuni (oblastii, singular oblastie). Noua organizare administrativă a fost adoptată în paralel cu descentralizarea economiei. Ea include 27 de regiuni și o regiune metropolitană a capitalei (Sofia-capitala). Toate aceste regiuni își iau numele de la capitala lor. Regiunile sunt împărțite mai departe în 264 comune (obștine).
Comunele sunt conduse de primari, aleși pe patru ani și de consilii locale alese prin vot direct. Bulgaria este un stat deosebit de centralizat, în care Consiliul de Miniștri numește direct guvernatorii regiunilor și în care toate regiunile și comunele sunt puternic dependente de finanțarea de la centru.
Regiuni
- Blagoevgrad
- Burgas
- Dobrici
- Gabrovo
- Iambol
- Haskovo
- Kărdjali
- Kiustendil
- Loveci
- Montana
- Pazardjik
- Pernik
- Plevna
- Plovdiv
- Razgrad
- Ruse
- Silistra
- Sliven
- Smolean
- Sofia
- Stara Zagora
- Șumen
- Tărgoviște
- Varna
- Veliko Tărnovo
- Vidin
- Vrața

### Armata și relațiile externe
Bulgaria a devenit membru al Națiunilor Unite în 1955 și din 1966 a fost membru nepermanent al Consiliului de Securitate de trei ori, cel mai recent în 2002–2003. Bulgaria a fost printre țările fondatoare ale OSCE în 1975. A aderat la NATO la 29 martie 2004, a semnat tratatul de aderare la Uniunea Europeană la 25 aprilie 2005, și a devenit membru al Uniunii la 1 ianuarie 2007. Integrarea euro-atlantică a devenit o prioritate pentru Bulgaria după căderea comunismului, deși conducerea comunistă dorea și ea părăsirea Pactului de la Varșovia și aderarea la Comunitățile Europene încă din 1987. Relațiile Bulgariei cu vecinii sunt în general bune, după 1990. Țara joacă un rol important n promovarea securității regionale. Bulgaria are în funcțiune o colaborare economică și diplomatică tripartită cu România și Grecia, menține relații strânse cu ceilalți membri ai UE, cu Statele Unite și Rusia, și continuă să amelioreze relațiile tradiționale cu China și Vietnam. Procesul HIV din Libia, care a avut loc după încarcerarea mai multor asistente medicale bulgare la Benghazi în 1998, a avut un impact semnificativ asupra relațiilor dintre Bulgaria, Uniunea Europeană și Libia. A avut ca rezultat eliberarea asistentelor de către guvernul lui Muammar Gaddafi, care în schimb a primit un contract pentru a primi un reactor nuclear și arme din Franța.

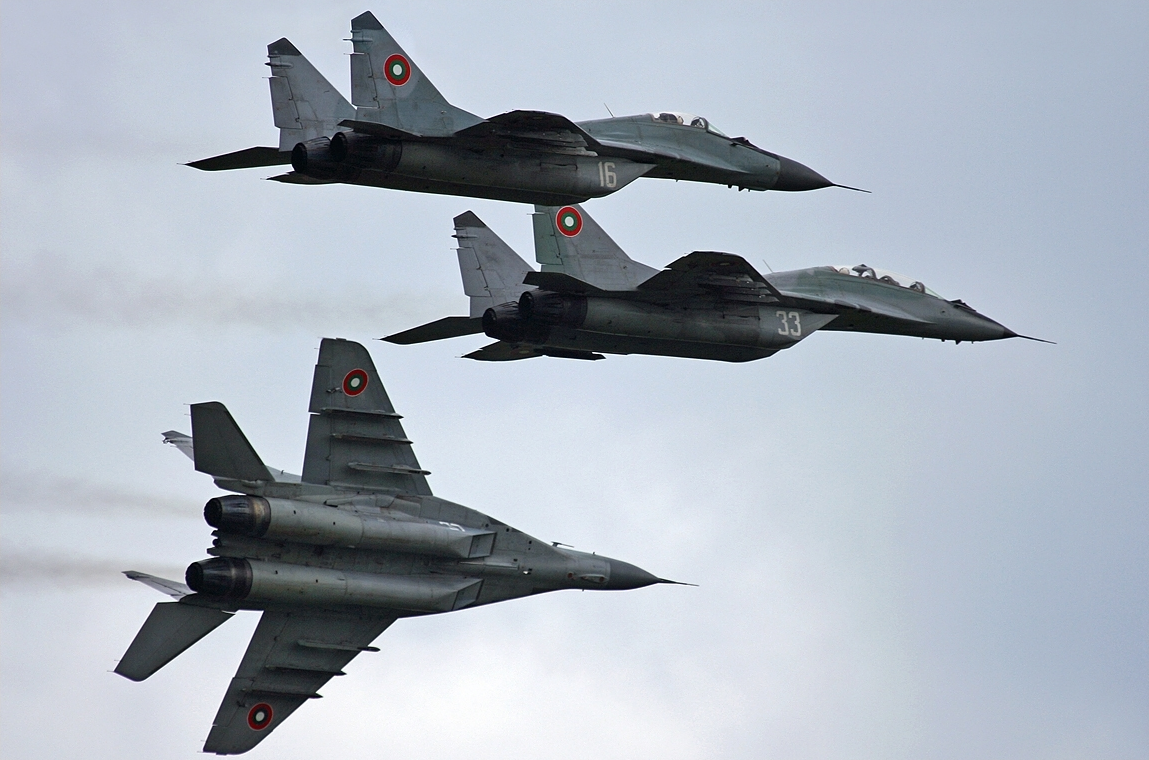
Avioane de luptă Mikoian-Gurevici MiG-29 ale Forțelor Aeriene Bulgare

Bulgaria a găzduit șase avioane KC–135 Stratotanker și 200 de persoane care s-au ocupat cu efortul de război din Afganistan în 2001, aceasta fiind prima staționare de trupe străine pe teritoriul țării de la al Doilea Război Mondial. Relațiile militare internaționale s-au extins și mai mult în aprilie 2006, când Bulgaria și Statele Unite au semnat un acord de cooperare defensivă privind utilizarea bazelor aeriene de la Bezmer și Graf Ignatievo, poligonul de pregătire Novo Selo și un centru de logistică din Aytos ca centre de pregătire militară comună. În același an, revista Foreign Policy a trecut baza aeriană de la Bezmer pe lista celor mai importante șase baze ale USAF din străinătate, datorită apropierii de Orientul Mijlociu. În total, 756 de militari sunt desfășurați în străinătate în cadrul diferitelor misiuni sub egida ONU sau NATO. Istoric, Bulgaria a desfășurat un număr important de militari și consilieri civili în țările aliate din cadrul blocului sovietic, cum ar fi Nicaragua și Libia (peste 9.000).
Apărarea țării este responsabilitatea armatei formate în întregime din voluntari, formată din forțele terestre, marina și forțele aeriene. Forțele terestre sunt formate din două brigăzi mecanizate și opt batalioane și regimente independente; forța aeriană operează cu 106 avioane și sisteme de apărare antiaeriană în șase baze aeriene, iar marina deține diverse nave, elicoptere și măsuri pentru paza coastei.
După o serie de reduceri de personal începând cu 1990, numărul militarilor activi a scăzut de la 152.000 în 1988 până la 32.000 în anii 2000, suplimentat de o forță de rezervă de 302.500 de soldați și ofițeri și 34.000 de civili ca personal auxiliar. Inventarul este în principal de origine sovietică, cum ar fi avioanele de luptă MiG-29, rachetele sol-aer S-300 și rachetele balistice cu rază scurtă de acțiune Tocika⁠(d). După 2020, guvernul va cheltui 1,4 miliarde de dolari pentru dezvoltarea unor noi avioane de luptă, sisteme de comunicații și capabilități pentru războiul informatic. Cheltuielile militare totale pe 2009 s-au ridicat la 819 milioane de dolari.

## Economie
Bulgaria are o economie de piață industrializată, aflată în zona de venituri medii spre mari, și în care sectorul privat produce peste 80% din PIB. Dintr-o țară predominant agricolă, cu o populație predominant rurală în 1948, până în anii 1980 Bulgaria devenise o economie industrializată, a cărei prioritate principală era cercetarea tehnologică și științifică. Criza economiilor planificate, urmată de pierderea piețelor CAER în 1990, și apoi de terapia de șoc pentru transformarea într-o economie de piață au avut ca rezultat o scădere abruptă a producției industriale și agricole, care a culminat cu colapsul economic din 1997. După 2000, Bulgaria a trecut printr-o perioadă de creștere economică rapidă, deși nivelul veniturilor a rămas unul din cele mai scăzute din UE, salariul mediu brut fiind de 754 leva (386 euro) în martie 2012. Salariile reprezintă, însă, doar jumătate din totalul veniturilor casnice. PIB pe cap de locuitor în termenii parității puterii de cumpărare se ridica la 44% din media UE în 2010, conform datelor Eurostat, în timp ce costul vieții era 51% din medie. Moneda națională este leva, aflată la curs fix de schimb cu euro, la o rată de 1,95583 levа pentru un euro. Bulgaria nu face parte din zona euro și, în ciuda adoptării cursului de schimb fix, unii analiști consideră că adoptarea monedei unice europene se va putea face abia după 2015.
Rata șomajului a crescut la 12,6% în aprilie 2012 și creșterea PIB a trecut de la 6,2% (2008) la −5,5% (2009) în contextul crizei financiare. Criza a avut un impact negativ în principal asupra industriei, producând o scădere cu 10% a producției industriale naționale, o scădere de 31% în minerit și de 60% în producția de metale neferoase. Creșterea pozitivă a revenit în 2010, ajungând la 0,2%. La sfârșitul lui 2011, investițiile erau însă în scădere și consumul scădea constant din cauza creșterii șomajului.
Corupția rămâne o problemă gravă în țară, ea aflându-se pe locul 86 după indicele percepției corupției iar situația se înrăutățește. În același timp, Bulgaria este pe locul 28 după indicele libertății economice în lume, are cele mai scăzute impozite pe venit pentru persoane și pentru firme din Uniunea Europeană, și a doua cea mai mică datorie publică din statele-membre, cu 16,3% din PIB în 2011. În 2011, PIB (PPC) a fost estimat la 101 miliarde de dolari, cu 13.597 de dolari pe cap de locuitor. Sofia și regiunea de dezvoltare Iugozapaden constituie cea mai bine dezvoltată parte a țării, cu un PIB (PPC) pe cap de locuitor de 24.647 în 2009. Sectorul serviciilor constituie 64,6% din PIB, urmat de industrie cu 30,1% și agricultură cu 5,3%. Forța de muncă se ridica la 2,5 milioane de persoane. Bulgaria este beneficiar net de fonduri europene, în 2009 primind 589 million euro.

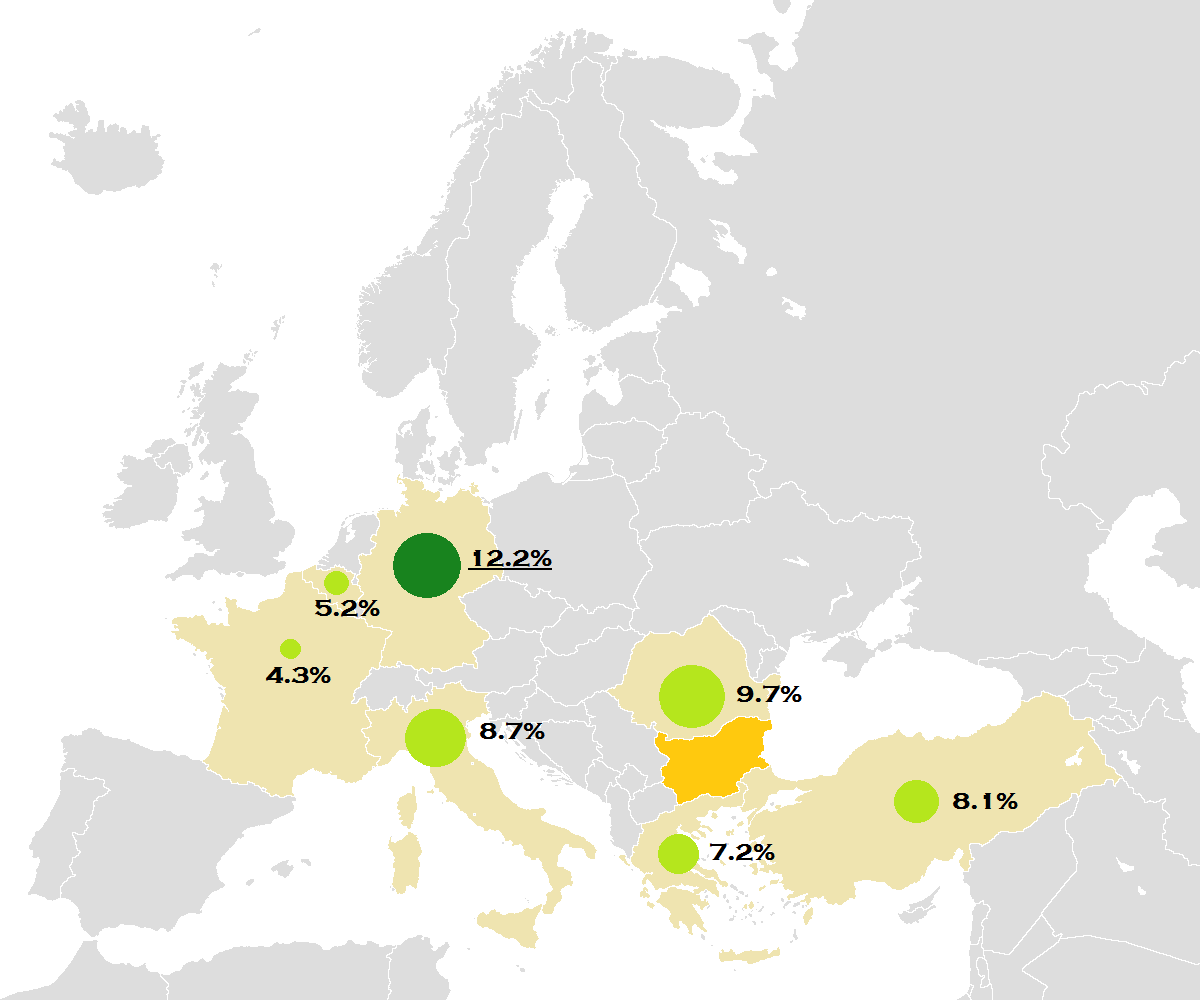
Bulgaria (portocaliu) și cei mai mari parteneri de export după pondere în totalul exporturilor

Zăcămintele locale de fier, cupru, cărbune și plumb sunt vitale pentru sectorul producător intern. Între principalele industrii se numără extracția metalelor și mineralelor, industria chimică, de mașini industriale și componente de vehicule, rafinarea petrolului și producția de oțel. Mineritul și industriile asociate dețin 120.000 de angajați și produc circa 5% din PIB. Țara este al patrulea producător de aur din Europa și al șaselea producător de cărbune. Aproape toate produsele de export ale Bulgariei sunt produse industriale, cum ar fi produsele din petrol ($2,24 miliarde), cupru ($1,59 miliarde), medicamente ($493 milioane) și echipament militar ($358 milioane).
În contrast cu sectorul industrial, agricultura a scăzut în ultimii 10 ani. Producția din 2008 se ridica la doar 66% din cea dintre 1999 și 2001, în vreme ce producția de cereale și legume a scăzut cu aproape 40% după 1990. Bulgaria rămâne însă exportator net de produse agricole, circa două treimi din exporturile sale mergând către țări din OECD. Țara este cel mai mare producător din lume de uleiuri și esențe pentru parfumuri, cum ar fi uleiul de levănțică și cel de trandafir. În 2007 a fost lansat un program guvernamental pe cinci ani de modernizare și dezvoltare, cu scopul de a întări sectorul agricol cu investiții totale de 3,2 miliarde de euro.
În ultimii ani, Bulgaria a devenit o destinație turistică atractivă, având unele dintre cele mai ieftine stațiuni din Europa și unele din ultimele plaje neacaparate de industria turistică. Lonely Planet a plasat Bulgaria în primele 10 destinații de călătorie pentru 2011. Peste 40% dintre cei 9.000.000 de turiști care vizitează țara anual sunt greci, români și germani. Între principalele destinații turistice se numără capitala Sofia, orașul medieval Veliko Tărnovo, stațiunile de pe litoral Nisipurile de Aur și Sunny Beach, precum și stațiunile montane Bansko, Pamporovo și Boroveț.

### Știință și tehnologie

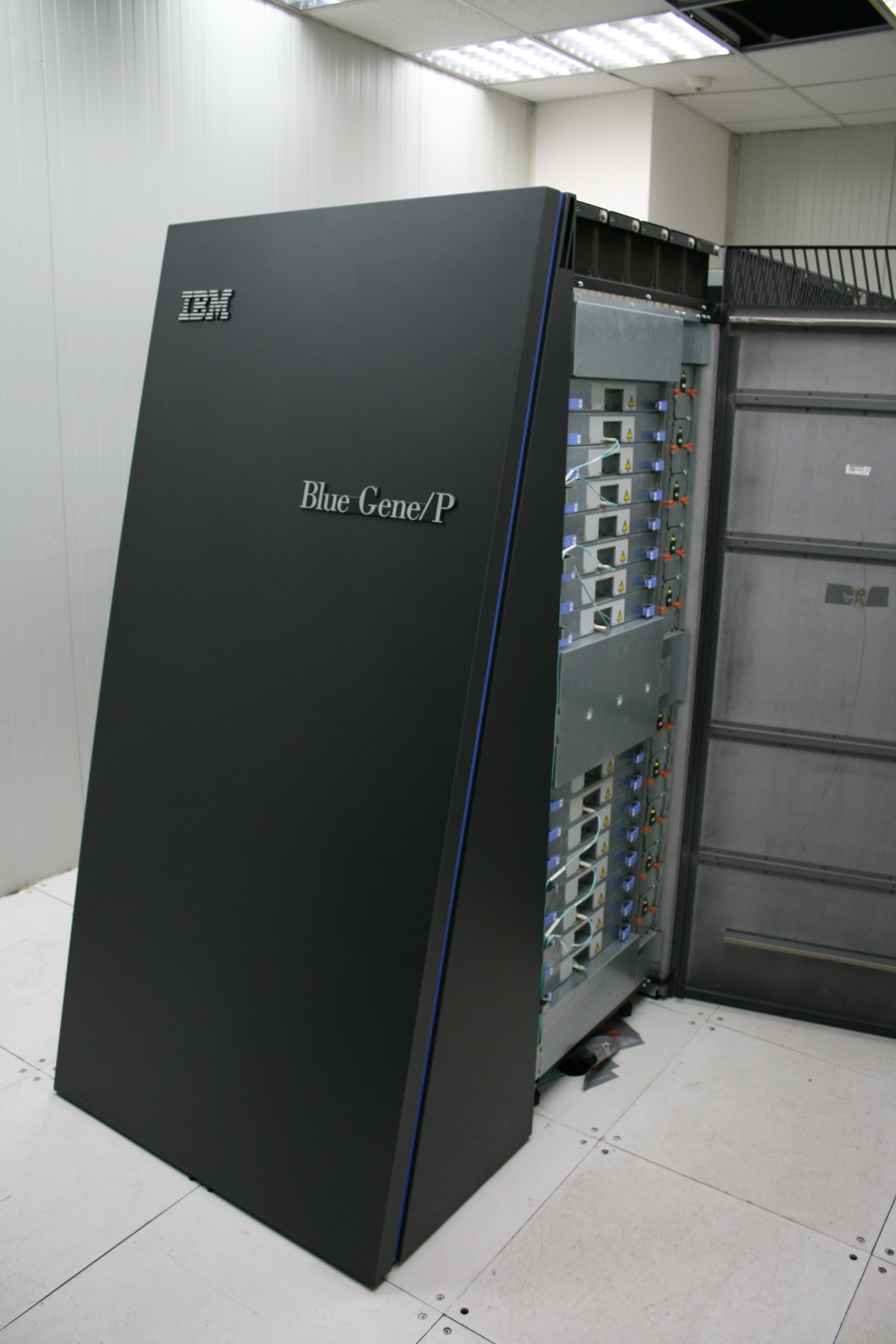
Supercalculatorul Centrului Național de Aplicații în Supercalcul

Bulgaria are unul din cele mai mici bugete științifice din Europa, cu 0,86% din PIB în 2020 (față de 2,32% la nivel european). Subfinanțarea cronică a sectorului după 1990 a obligat mulți profesioniști de înaltă calificare științifică să părăsească țara. Ca urmare, Bulgaria are un nivel redus de inovație, competitivitate și exporturi de valoare adăugată mare.
Academia Bulgară de Științe este principala instituție științifică, și ea este angajatorul majorității cercetătorilor bulgari în multiplele sale ramuri. Principalele arii de cercetare și dezvoltare sunt energia, nanotehnologia, arheologia și medicina. Bulgaria a devenit a șasea țară din lume care a trimis un astronaut în spațiu, odată cu zborul lui Gheorghi Ivanov cu misiunea Soiuz 33 în 1979. Țara a derulat propriile experimente în diferite misiuni, cum ar fi Radiation Dose Monitor-7⁠(d) dozimetrele de pe Stația Spațială Internațională și de pe Chandrayaan-1, precum și serele spațiale (dezvoltate de bulgari) de pe stația spațială Mir. În 2011 guvernul a anunțat planuri pentru reînceperea programului spațial producând un nou microsatelit și aderând la Agenția Spațială Europeană.
În anii 1980, Bulgaria devenise un „Silicon Valley al Blocului Estic” datorită exporturilor masive de tehnologie de calcul în țările CAER. Țara s-a clasat a treia în lume în 2011 după numărul total de specialiști în IT&C, depășind țări cu populații mult superioare, și operează singurul supercalculator din Balcani, un IBM Blue Gene⁠(d)/P la Centrul Național pentru Aplicații în domeniul Supercalculatoarelor. Supercalculatorul IBM a fost stins în 2015. Un nou supercalculator numit Discoverer, un BullSequana XH2000 construit de Atos, a fost instalat la Sofia Tech Parc și inaugurat per 11 mai 2021 cu o cheltuială de 11,5 milioane de euro. Este supercalculatorul mai puternic din toată Europa de Est, constând din 300 To de RAM, 144.380 procesoare și o viteză de calcul maximă de 4.518,87 TFlop/s (clasat pe locul 91 din toată lumea pe lista TOP500 în noiembrie 2021).

### Infrastructură

Harta șoselelor din Bulgaria

Deși are relativ puține rezerve de combustibili fosili, sectorul energetic bine dezvoltat din Bulgaria, împreună cu așezarea geografică strategică fac din ea un important nod energetic european. Aproape 34% din energia electrică se produce în centrala nucleară de la Kozlodui și opinia publică susține ferm dezvoltarea energiei nucleare. Expansiunea rapidă a surselor de energei alternative, cum ar fi centralele solare și eoliene fac din Bulgaria un producător de energie cu una dintre cele mai mari rate de creștere din lume. Țara țintește către producerea a 16% din electricitate din surse regenerabile înainte de 2020.

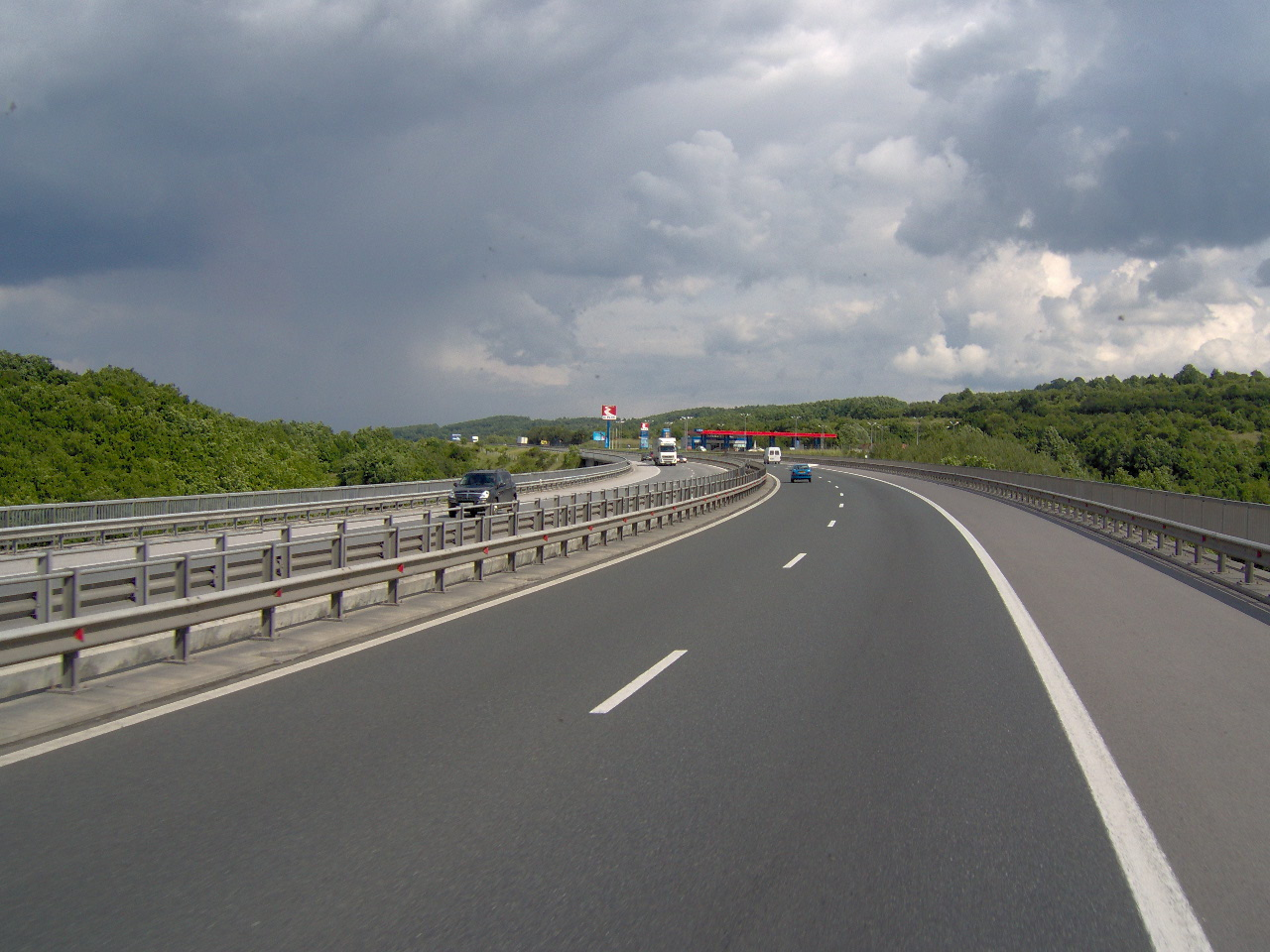
Autostrada Trakia, una din autostrăzile Bulgariei

Rețeaua națională de drumuri are o lungime totală de 40.231 km, dintre care 39.587 km sunt pavate, dar aproape jumătate din ele se încadrează în cea mai joasă categorie internațională pentru astfel de drumuri. Căile ferate sunt un important mijloc de transport al mărfurilor, deși utilizarea șoselelor în transportul de mărfuri este în creștere. Bulgaria are 6.238 km de cale ferată dintre care 461 km de cale ferată de mare viteză sunt în construcție, trebuind să fie terminați în 2013. Există legături feroviare cu România, Grecia și Serbia, iar trenurile express deservesc legături directe cu Kiev, Minsk, Moscova și Sankt Petersburg. Sofia și Plovdiv sunt principalele centre de transport aerian, în vreme ce Varna și Burgas sunt principalele porturi maritime. Varna urmează să fie primul punct de pe teritoriul UE din cadrul conductei de gaze naturale South Stream.
Rețelele de telecomunicații sunt în general învechite și necesită modernizări substanțiale. Serviciile de telefonie sunt disponibile în majoritatea satelor, iar regiunile sunt legate între ele printr-o linie digitală de mare capacitate. Există trei operatori de telefonie mobilă activi în Bulgaria—Mtel⁠(d), Yettel Bulgaria⁠(d) și Vivacom⁠(d). Numărul de utilizatori ai Internetului a crescut rapid din 2000—de la 430.000, numărul lor a crescut la 1,55 milioane în 2004, și 3,4 milioane (48% rată de penetrare) în 2010. Bulgaria are cea mai rapidă viteză medie de acces la Internet în bandă largă după Coreea de Sud.

## Demografie

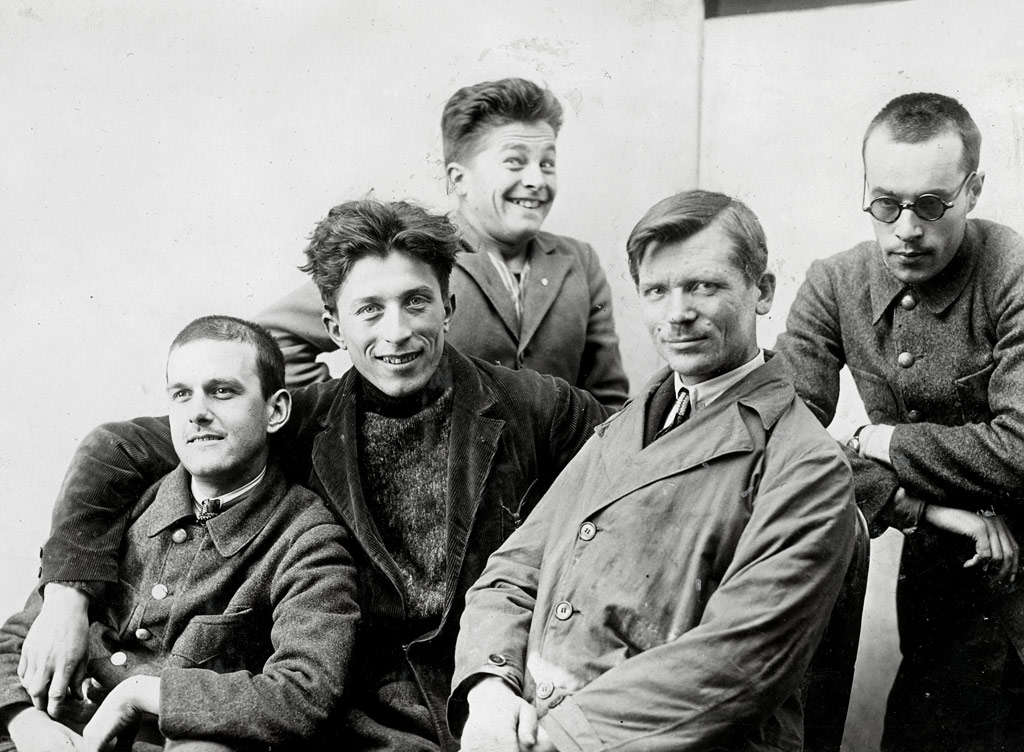
Un grup de bulgari în 1926

Conform recensământului din 2011, populația Bulgariei era atunci de 7.364.570 de locuitori, în scădere de la maximul de circa nouă milioane înregistrat în 1989. Bulgaria are scădere demografică de la începutul anilor 1990, când prăbușirea economiei comuniste a determinat circa 937.000 oameni—în majoritate adulți tineri—să emigreze înainte de 2005. Populația continuă să scadă și sporul natural actual este unul dintre cele mai scăzute din lume.
Bulgarii reprezintă principalul grup etnic și compun 84,8% din populație. Minoritățile turcilor și romilor formează 8,8% și respectiv 4,9%; circa 40 de minorități mai mici compun 0,7 procente, și 0,8 nu s-au declarat membri ai unei etnii. Romii sunt considerați de către unii bulgari cetățeni de rang inferior și aproximativ 70.000 din ei sunt implicați în activități ilegale. Traficul de ființe umane este răspândit în rândul romilor din cauza tradiției vânzării mireselor. Programele de integrare a romilor, finanțate de Uniunea Europeană, nu au avut succes. Toate grupurile etnice cunosc și folosesc bulgara, singura limbă cu statut oficial, limbă maternă pentru 85,2% din populație. Cea mai veche limbă slavă scrisă, bulgara este diferită de alte limbi din acest grup prin anumite particularități gramaticale, cum ar fi lipsa cazurilor substantivului și a infinitivului verbelor, precum și prin articolul hotarât sufixat.
Bulgaria se consideră oficial a fi stat laic. Constituția garantează libertatea religioasă, dar desemnează creștinismul ortodox ca religie „tradițională”. Majoritatea populației (76%) se identifică drept ortodocși. Biserica Ortodoxă Bulgară a devenit autocefală din 927, și are 12 episcopii cu 2.000 de preoți. Alte organizații religioase sunt musulmanii (10%), romano-catolicii (0,8%) și protestanții (1,1%); 0,2% practică alte credințe și 11,8% nu se identifică cu nicio religie.

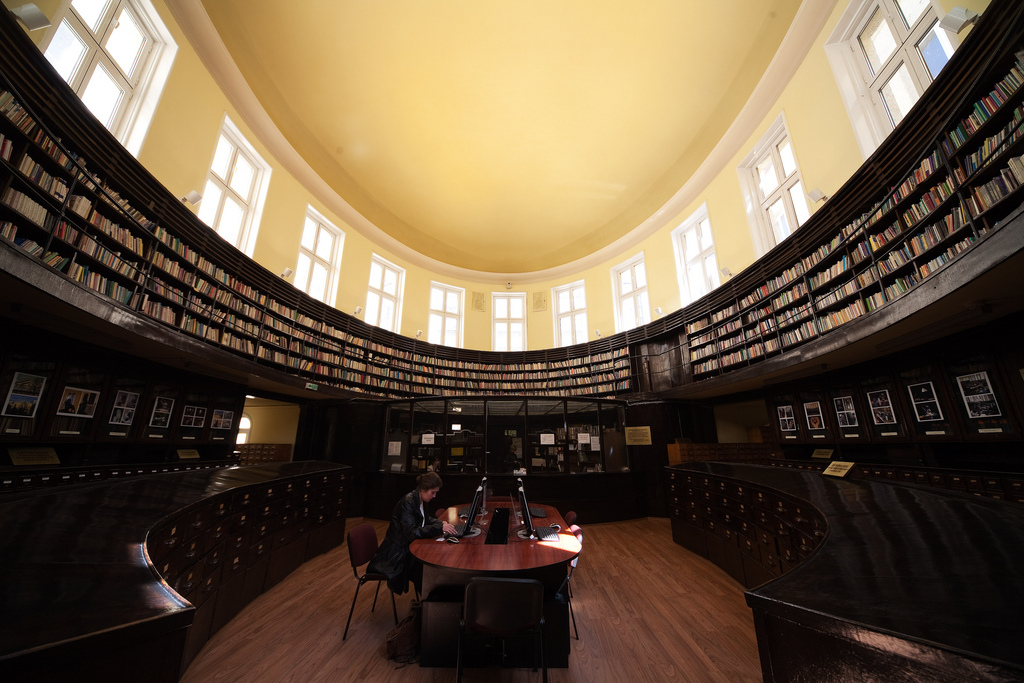
Biblioteca Universității din Sofia, cea mai mare instituție de învățământ superior din Bulgaria

Guvernul estima în 2003 rata alfabetizării la 98,6%, fără diferențe semnificative între sexe. Bulgaria are prin tradiție standarde înalte de educație. Ministerul Educației, Tineretului și Științei finanțează toate instituțiile de educătie publică, stabilește criterii pentru manuale și supraveghează publicarea lor. Statul furnizează educație gratuită în școli de stat, cu excepția învățământului superior. Procesul de educație cuprinde 12 clase, dintre care primele opt sunt primare și IX-XII sunt secundare. Liceele pot fi tehnice, vocaționale, generale sau specializate pe o anumită disciplină, în vreme ce educația universitară constă dintr-un ciclu de licență de 4 ani, urmat de un an de master.
Speranța de viață medie este de 73,6 ani, sub media Uniunii Europene. Cauzele principale de deces sunt similare cu cele din alte țări industrializate, în principal bolile cardiovasculare, cancerul și bolile respiratorii. Bulgaria are un sistem medical universal finanțat prin impozite și contribuții la fondul de sănătate. Fondul Național de Asigurări de Sănătate (NHIF) finanțează o porțiune din ce în ce mai mare din serviciile medicale primare. Cheltuielile cu sănătatea din bugetul național se ridică la 4,3% între 2002 și 2004, iar Fondul a contribuit la peste 60% din cheltuielile anuale ale sistemului. Bugetul sănătății s-a ridicat în 2010 la 4,2% din PIB, sau circa 1,3 miliarde de euro. Numărul medicilor este peste media UE, cu 181 medici la 100.000 de locuitori, deși este o penurie acută de asistente medicale și de personal auxiliar, iar calitatea spitalelor este redusă.
Majoritatea bulgarilor (72,5%) locuiesc în mediul urban. Bulgaria are cea mai mare rată de proprietate asupra locuințelor din lume: circa 97% din populație trăiește în propria locuință sau în locuința ocupată de proprietar. Există și o rată mare de deținere de aparate electrice casnice, cum ar fi televizoarele (97,9 din locuințe), frigidere (93,3%) și telefoane (90,6%), și rate relativ mari pentru calculatoare (42,9%) și automobile (41,9%). Ratele medii la toate categoriile sunt substanțial mai ridicate în Sofia, al 12-lea oraș ca mărime din Uniunea Europeană, cu o populație de peste 1.200.000 de locuitori.

## Cultură

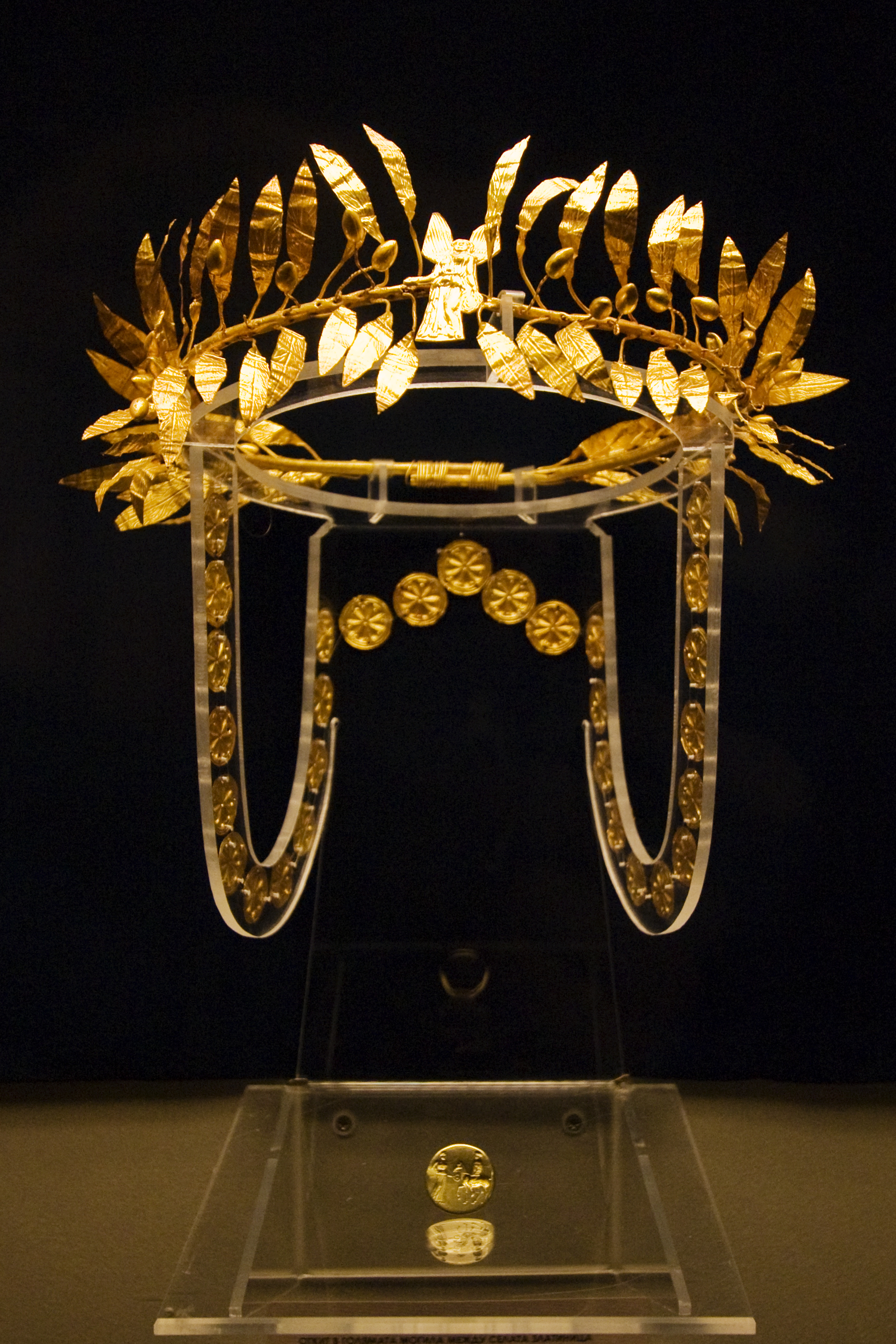
Cunună de aur tracă la Muzeul Național de Istorie

Cultura tradițională bulgară constă în principal din tradiții slave, tracice și bulgare, împreună cu influențe grecești, latine, otomane, persane și celtice. Urme de cultură gotică au apărut în antichitate, așa cum arată Biblia Wulfila—prima carte scrisă într-o limbă germanică, scrisă la Nicopolis ad Istrum în secolul al IV-lea..
Bulgaria cuprinde un mare număr de situri arheologice ; numărul lor total este al treilea din Europa după Italia și Grecia. În 1972 a fost descoperită într-o necropolă lângă Varna cea mai veche comoară de aur din lume, formată din monede, arme și bijuterii datând din 4.600 î.e.n. Situl a relevat dovezi ale primelor civilizații europene. Alte dovezi de demonstrează apariția culturilor preistorice în Bulgaria sunt Plovdivul, unul dintre cele mai vechi orașe din lume, și prima mănăstire creștină din Europa, înființată în 344 e.n. Nouă obiective istorice și naturale au fost incluse pe lista patrimoniului mondial UNESCO: Călărețul din Madara, mormintele tracice de la Sveștari și Kazanlăk, biserica Boiana, Mănăstirea Rila, Bisericile rupestre de la Ivanovo, Parcul Național Pirin, Rezervația Naturală Srebărna și orașul antic Nesebăr; iar în 2017, câteva zone împădurite din Parcul Natural Balcanii Centrali au fost incluse în situl transnațional Pădurile primare și bătrâne de fag din Carpați și din alte regiuni ale Europei.nestinarstvo⁠(d), un dans ritual în jurul focului, de sorginte tracică, este inclus în lista patrimoniului cultural intangibil. Focul este un element esențial în folclorul bulgăresc, fiind folosit pentru a îndepărta spiritele rele și bolile. Folclorul bulgăresc personifică bolile sub forma unor vrăjitoare și conține o gamă largă de creaturi mitice, între care lamea, samodiva (veela) și karakondjul. Unele dintre obiceiurile și ritualurile de izgonire a acestor spirite au supraviețuit și încă se mai practică, așa cum sunt Kukeri⁠(d) și survakari. La 1 martie, primăvara este salutată sărbătorind Martenița.
Primul și al Doilea Imperiu Bulgar au funcționat ambele ca centre ale culturii slave în mare parte din Evul mediu, exercitând o considerabilă influență culturală asupra Bisericii Ortodoxe prin școlile de litere de la Preslav, Ohrid și Tărnovo. Alfabetul chirilic, utilizat ca sistem de scriere în multe limbi din Europa de Est și Asia, își are originea la școala literară de la Preslav prin secolul al IX-lea. În toate cazurile, progresul medieval al Bulgarilor în domeniul artelor și literelor a luat sfârșit odată cu cucerirea otomană, când multe opere de artă au fost distruse, iar activitățile artistice s-au reluat abia după renașterea națională din secolul al XIX-lea După eliberare, literatura bulgară a adoptat rapid stiluri europene, cum ar fi romantismul și simbolismul. De la începutul secolului al XX-lea, au ieșit în evidență mai mulți scriitori bulgari, cum ar fi Ivan Vazov, Pencio Slaveikov, Peio Iavorov, Iordan Radicikov și Țvetan Todorov. În 1981, scriitorul de limbă germană născut în Bulgaria Elias Canetti a primit Premiul Nobel pentru Literatură..

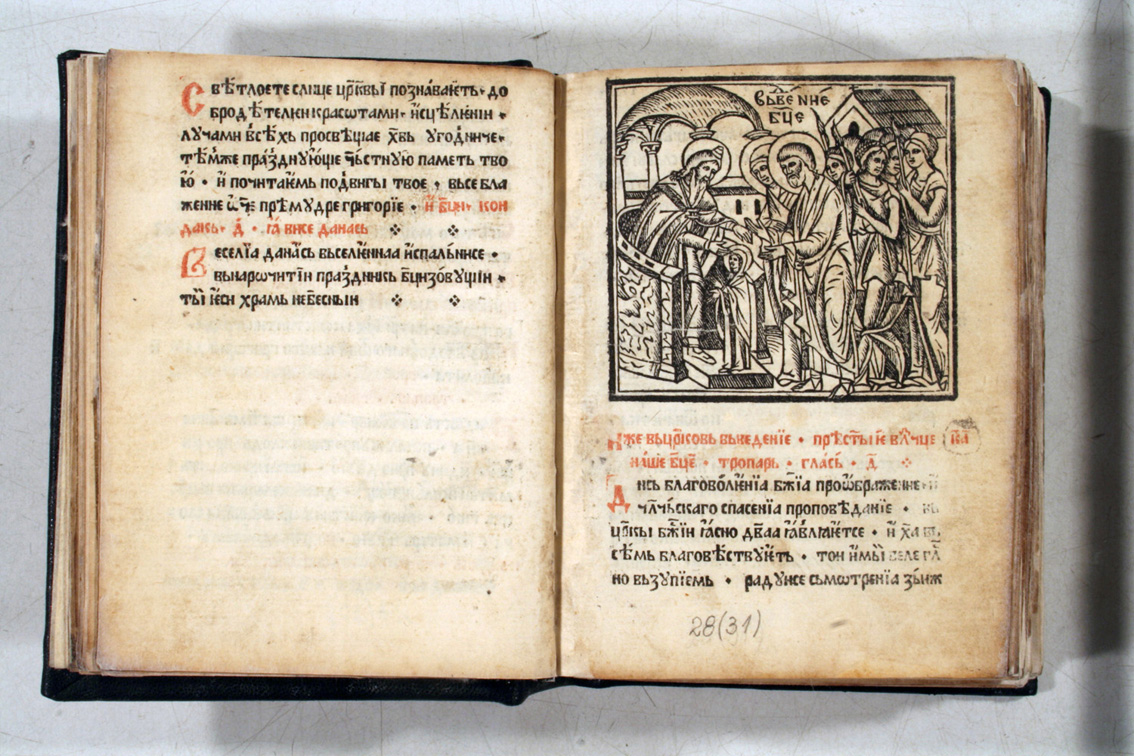
Ceaslovul, o veche carte tipărită bulgărească în alfabetul chirilic, datând din 1566

Muzica populară bulgărească este de departe cea mai complexă formă de artă tradițională și s-a dezvoltat treptat de-a lungul secolelor ca o combinație de influențe occidentale și orientale. Ea conține tonalități și moduri orientale, ortodoxe medievale și europene occidentale. Muzica are un sunet deosebit și folosește o gamă largă de instrumente tradiționale, cum ar fi badulka⁠(d) (cobză), gaida⁠(d) (cimpoi), cavalul și toba. Una dintre trăsăturile distinctive este timpul ritmic extins, care nu are echivalent în restul muzicii europene. Corul vocal de femei al Televiziunii Bulgare este cel mai cunoscut ansamblu de muzică populară din țară, și a primit un premiu Grammy în 1990. Compoziția muzicală scrisă din Bulgaria datează din Evul Mediu timpuriu, cu lucrările lui Ioan Kukuzelis⁠(d) (c. 1280–1360). Muzica clasică, de operă și balet sunt reprezentate de compozitorii Emanuil Manolov⁠(d), Pancio Vladigherov și Gheorghi Atanasov și de cântăreții Ghena Dimitrova și Boris Hristov⁠(d). Interpreții bulgari au devenit cunoscuți și în alte genuri muzicale, cum ar fi rock progresiv (FSB), electropop (Mira Aroyo⁠(d)) și jazz (Milcio Leviev).
Artele vizuale religioase cuprind fresce, picturi murale și icoane, multe produse de școala artistică de la Tărnovo. Vladimir Dimitrov⁠(d), Nikolai Diulgheroff și Christo and Jeanne-Claude⁠(d) sunt printre cei mai cunoscuți artiști moderni bulgari. Industria cinematografică este însă mai slabă: în 2010, în Bulgaria s-au produs doar trei filme de lung-metraj și două documentare cu finanțare publică. Evenimentele culturale sunt promovate în presa națională, ce cuprinde postul național de radio, și cotidienele Trud⁠(d) și 24 Ceasa.

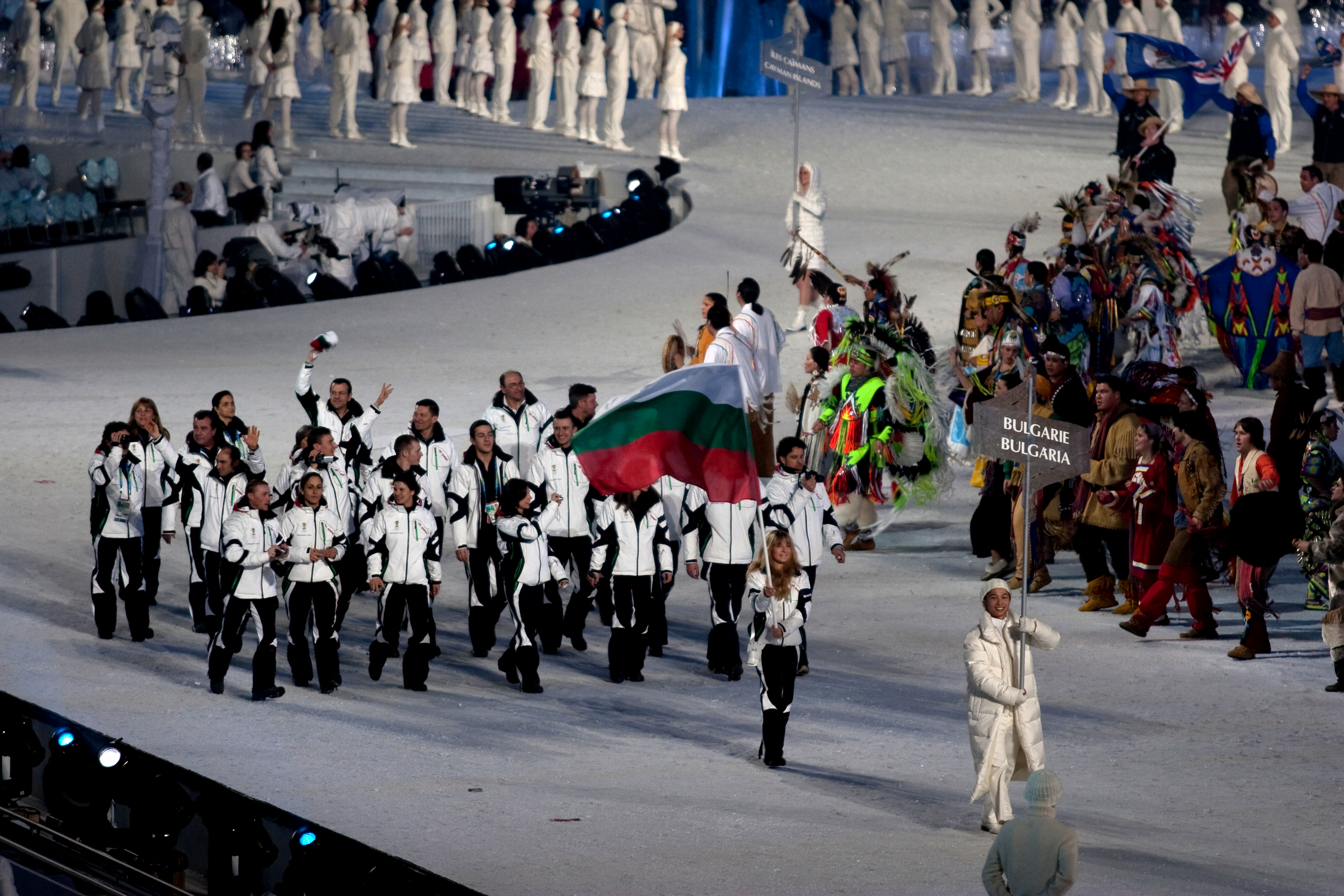
Echipa olimpică a Bulgariei la Jocurile Olimpice de Iarnă din 2010

Bucătăria bulgărească este similară celor din alte țări balcanice și prezintă o puternică influență turcească și grecească. Printre cele mai importante produse culinare locale se numără iaurtul, Lukanka, banița, salata șopska, liutenița și cozonacul. Sunt prezente și alte feluri de mâncare orientale, cum ar fi musaca, ghiveci și baclava. Consumul de carne se află sub media europeană, fiind preferate diverse salate. Rachiul este băutura alcoolică tradițională din fructe, consumată în Bulgaria încă din secolul al XIV-lea. Vinurile bulgărești sunt cunoscute pentru soiurile Savagnin⁠(d), muscat și Mavrud⁠(d), din care se produc până la 200.000 de tone anual. Înainte de 1989, Bulgaria era al doilea exportator mondial de vin.
Bulgaria are rezultate bune la sporturi cum ar fi lupte, haltere, box, gimnastică și tenis. Țara are una din cele mai bune echipe de volei din lume, pe locul șase mondial conform clasamentului Federația Internațională de Volei⁠(d) pe 2011. Fotbalul este de departe cel mai popular sport. Între fotbaliștii bulgari celebri se numără atacantul lui Manchester United Dimităr Berbatov, precum și Hristo Stoicikov, de două ori câștigător al Ghetei de Aur și cel mai de succes jucător bulgar din toate timpurile. Între cluburile de fotbal de prim rang se numără ȚSKA Sofia și Levski Sofia. Cea mai bună performanță a naționalei la campionatele mondiale a fost obținută în SUA (1994), când a eliminat consecutiv Mexicul și Germania, obținând locul al patrulea. Bulgaria participă la Jocurile Olimpice încă de la prima ediție de la Atena 1896, când a fost reprezentată de Charles Champaud. În total, Bulgaria a câștigat până în 2008 (inclusiv) 218 medalii: 52 de aur, 86 de argint și 80 de bronz, ceea ce o plasează pe locul 24 în clasamentul tuturor timpurilor.

### Patrimoniul mondial UNESCO
UNESCO a inclus pe lista patrimoniului mondial următoarele locuri din Bulgaria:
- Orașul vechi Nesebăr (din 1983)
- Biserica Boiana din Sofia (din 1979)
- Călărețul din Madara (din 1979)
- Mănăstirea Rila (din 1983)
- Bisericile săpate în stâncă din Ivanovo (din 1979)
- Mormântul tracic de la Kazanlăk (din 1979)
- Mormântul tracic de la Sveștari (din 1985)
- Parcul Național Pirin (din 1983)
- Rezervația naturală Srebărna (din 1983)
- Pădurile primare și bătrâne de fag din Carpați și din alte regiuni ale Europei — sit transnațional, cuprinde (din 2017) și câteva zone din cadrul Parcului Natural Balcanii Centrali

## Sportul în Bulgaria
Sportul în Bulgaria este o activitate foarte îndrăgită, cel mai popular fiind fotbalul, alături de alte sporturi de echipă, cum ar fi voleiul și handbalul.

### Oficiale
- Guvernul Arhivat în 28 februarie 2009, la Wayback Machine. - Sit guvernamental oficial
- President.bg - Situl oficial al președintelui
- Narodno Sobranie Arhivat în 9 iunie 2008, la Wayback Machine. - Situl oficial al parlamentului

### Altele
- Zone Bulgaria Arhivat în 4 octombrie 2006, la Wayback Machine.
- Guide to Bulgaria
- Indexul mondial pentru libertatea presei Arhivat în 5 decembrie 2003, la Wayback Machine. - Locul 38 din 139 de țări
- Bancnotele Bulgariei Arhivat în 18 februarie 2004, la Wayback Machine.
- Imagini din Bulgaria Arhivat în 17 iulie 2019, la Wayback Machine.
- Harta Bulgariei Arhivat în 8 decembrie 2004, la Wayback Machine.
- Sit despre Bulgaria Arhivat în 22 martie 2018, la Wayback Machine. (engleză)
- Bulgaria - info, FAQ and maps
- Vederi panoramice si QTVR din unele orașe bulgărești Arhivat în 14 februarie 2007, la Wayback Machine.

### Turism
- De ce ne atrage Bulgaria?, 3 mai 2013, Mihaela Stanescu, Descoperă - Travel

### Economie
- Credeam ca toti cultiva castraveti si vamuiesc romani, 4 mai 2004, Diana Sava, Ziarul financiar